# ATP Kopenhagen

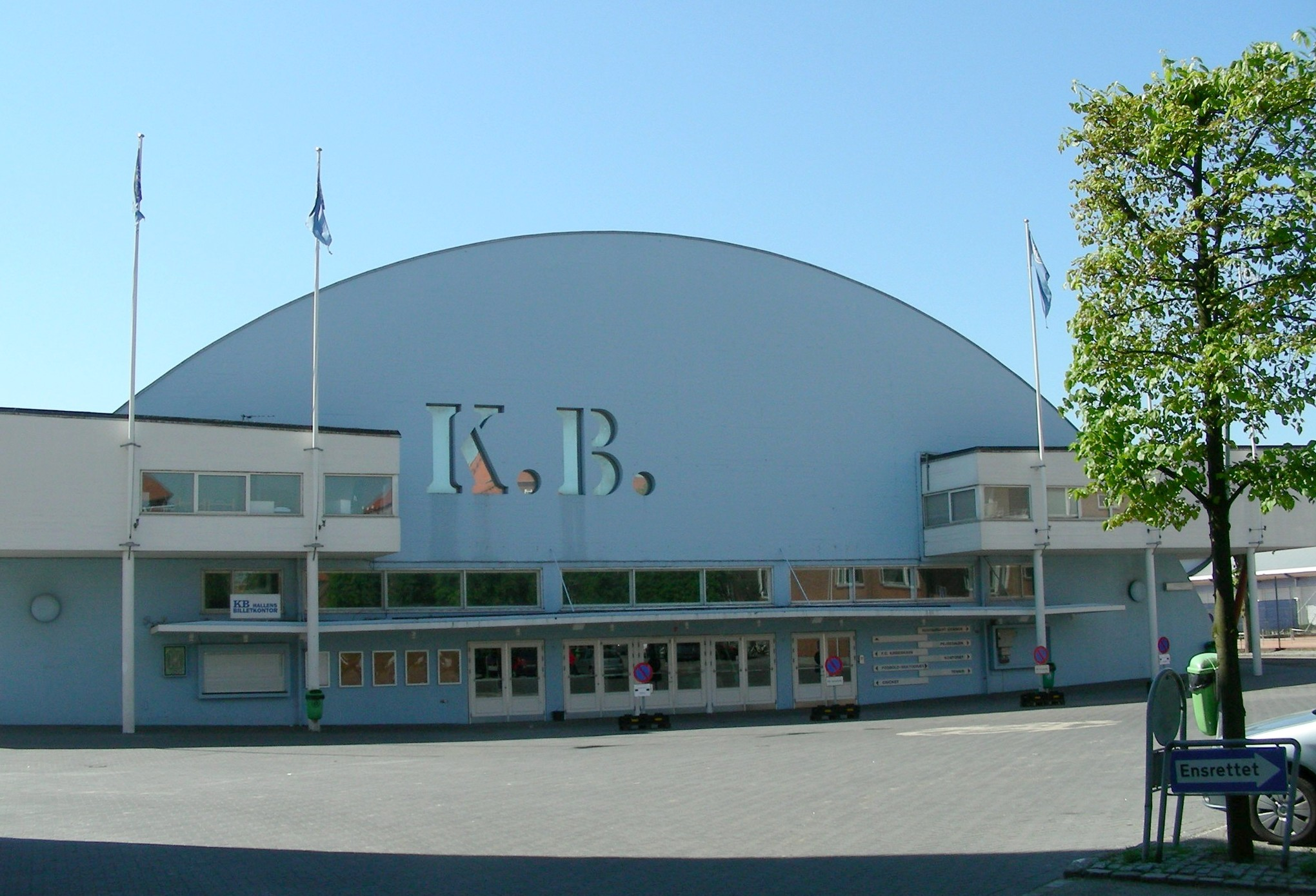
Die KB Hallen, Veranstaltungsort des Turniers

Das ATP-Turnier von Kopenhagen (offiziell Copenhagen Open) war ein dänisches Herren-Tennisturnier. Das in der Halle auf Hartplatz gespielte Turnier wurde jährlich im Februar ausgetragen und gehörte zur International Series, der niedrigsten Kategorie innerhalb der ATP Tour.

## Geschichte
1973 fand das Turnier erstmals statt und wurde auf Teppich gespielt. Es war Bestandteil der WCT-Tour. Im Jahr 1976 wurde es als non-tour-event ohne die Teilnahme vieler Topspieler ein zweites Mal ausgetragen. Nach der Einstellung des Turniers fand es erst 1991 wieder regelmäßig als Teil der ATP Tour statt. Im Jahr 2000 wechselte man zu Hartplatzbelägen, auf denen man bis zur letzten Ausgabe 2003 spielte. Veranstaltungsort waren die K.B. Hallen.
Seit 2010 wird in Kopenhagen ein Damenturnier der WTA Tour in Kopenhagen ausgetragen.

## Siegerliste
Im Einzel konnte nur Magnus Gustafsson das Turnier mehr als einmal gewinnen; er ist mit zwei Titeln Rekordsieger. Im Doppel konnte Andrei Olchowski sogar dreimal triumphieren.

### Einzel
| Jahr                         | Sieger                | Finalgegner            | Finalergebnis   |
| ---------------------------- | --------------------- | ---------------------- | --------------- |
| 2003                         | Karol Kučera          | Olivier Rochus         | 7:64, 6:4       |
| 2002                         | Lars Burgsmüller      | Olivier Rochus         | 6:3, 6:3        |
| 2001                         | Tim Henman            | Andreas Vinciguerra    | 6:3, 6:4        |
| 2000                         | Andreas Vinciguerra   | Magnus Larsson         | 6:3, 7:65       |
| 1999                         | Magnus Gustafsson (2) | Fabrice Santoro        | 6:4, 6:1        |
| 1998                         | Magnus Gustafsson (1) | David Prinosil         | 3:6, 6:1, 6:1   |
| 1997                         | Thomas Johansson      | Martin Damm            | 6:4, 3:6, 6:2   |
| 1996                         | Cédric Pioline        | Kenneth Carlsen        | 6:2, 7:67       |
| 1995                         | Martin Sinner         | Andrei Olchowski       | 6:73, 7:68, 6:3 |
| 1994                         | Jewgeni Kafelnikow    | Daniel Vacek           | 6:3, 7:5        |
| 1993                         | Andrei Olchowski      | Nicklas Kulti          | 7:5, 3:6, 6:2   |
| 1992                         | Magnus Larsson        | Anders Järryd          | 6:4, 7:65       |
| 1991                         | Jonas Svensson        | Anders Järryd          | 6:75, 6:2, 6:2  |
| 1977–1990: nicht ausgetragen |                       |                        |                 |
| 1976                         | Lars Elvstrøm         | Jean-François Caujolle | 6:4, 6:4        |
| 1974–1975: nicht ausgetragen |                       |                        |                 |
| 1973                         | Roger Taylor          | Marty Riessen          | 6:2, 6:3, 7:6   |

### Doppel
| Jahr                         | Sieger                                | Finalgegner                         | Finalergebnis   |
| ---------------------------- | ------------------------------------- | ----------------------------------- | --------------- |
| 2003                         | Tomáš Cibulec Pavel Vízner            | Julian Knowle Michael Kohlmann      | 7:5, 5:7, 6:2   |
| 2002                         | Julian Knowle Michael Kohlmann        | Jiří Novák Radek Štěpánek           | 7:68, 7:5       |
| 2001                         | Wayne Black Kevin Ullyett             | Jiří Novák David Rikl               | 6:3, 6:3        |
| 2000                         | Martin Damm (2) David Prinosil        | Jonas Björkman Sébastien Lareau     | 6:1, 5:7, 7:5   |
| 1999                         | Maks Mirny Andrei Olchowski (3)       | Marc-Kevin Goellner David Prinosil  | 6:75, 7:64, 6:1 |
| 1998                         | Tom Kempers Menno Oosting             | Jan Siemerink Brett Steven          | 6:4, 7:6        |
| 1997                         | Andrei Olchowski (2) Brett Steven (2) | Kenneth Carlsen Frederik Fetterlein | 6:4, 6:2        |
| 1996                         | Libor Pimek Byron Talbot              | Wayne Arthurs Andrew Kratzmann      | 7:6, 3:6, 6:3   |
| 1995                         | Mark Keil Peter Nyborg                | Guillaume Raoux Greg Rusedski       | 6:7, 6:4, 7:6   |
| 1994                         | Martin Damm (1) Brett Steven (1)      | David Prinosil Udo Riglewski        | 6:3, 6:4        |
| 1993                         | David Adams Andrei Olchowski (1)      | Martin Damm Daniel Vacek            | 6:3, 3:6, 6:3   |
| 1992                         | Nicklas Kulti Magnus Larsson          | Hendrik Jan Davids Libor Pimek      | 6:3, 6:4        |
| 1991                         | Mark Woodforde Todd Woodbridge        | Mansour Bahrami Andrei Olchowski    | 6:3, 6:1        |
| 1974–1990: nicht ausgetragen |                                       |                                     |                 |
| 1973                         | Tom Gorman Erik van Dillen            | Mark Cox Graham Stilwell            | 6:4, 6:4        |